# 류원후이

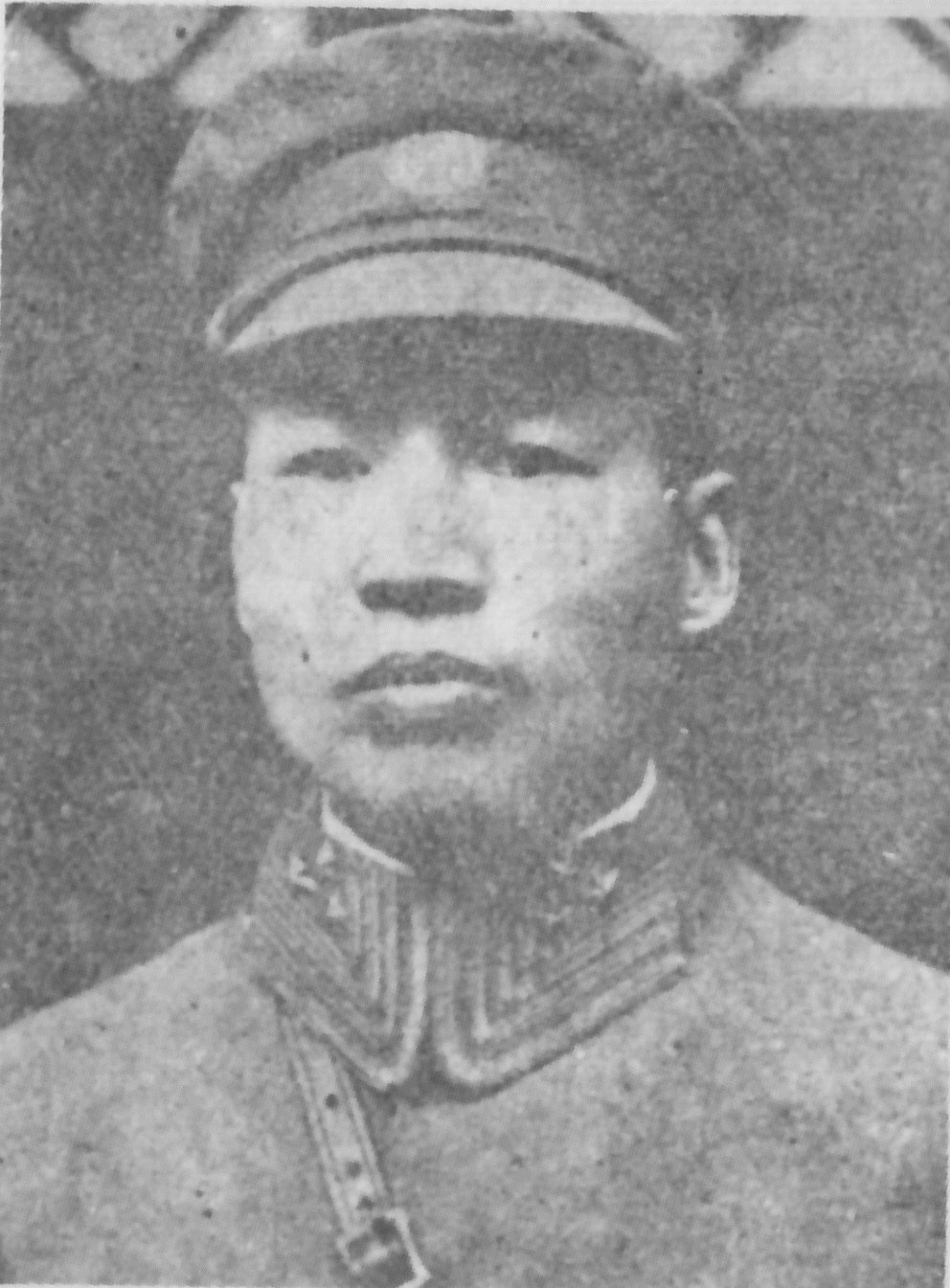

류원후이(유문휘, 중국어 간체자: 刘文辉, 정체자: 劉文輝, 병음: Liú Wénhuī, 1895년 ~ 1976년 6월 24일)는 중국 쓰촨성의 장군이자 군벌이다. 경력 초기에 국민당(KMT)과 협력하여 1927년부터 1929년까지 쓰촨-시캉 방위군을 지휘했다. 당시 쓰촨성 서부 지역은 시캉으로 알려졌다. 티베트와 국경을 맞대고 있는 이 지역에는 티베트인과 한족이 섞여 살고 있었다.
1949년에 마오쩌둥 공산군으로 망명하여 신생 중화인민공화국에서 임업부장(1959-1967), 전국인민대표대회 위원, 중국인민정치협상회의 전국위원, 중국 국민당 혁명위원회 중앙위원을 역임하면서 고위직에 올랐다.

## 군사 경력 및 중화민국
류원후이는 1895년 쓰촨성 다이현에서 태어나 보정군사학교에서 공부하고 1916년에 졸업했다.
1916년 졸업 후 류원후이는 쓰촨으로 돌아와 쓰촨 군대의 장군 류춘호우 밑에서 참모 장교로 복무했다. 1926년 11월 국민당에 입당하여 국민혁명군 제24군사령관으로 임명되었다.
류원후이는 1929년에 쓰촨 총독이 되었지만 장개석과의 관계는 불안정했으며 그가 다스린 지방도 마찬가지였다. 쓰촨은 유향과 양선, 등시후, 천송야오 등 4명의 군벌의 수중에 있었다. 어떤 장군도 한 번에 다른 모든 장군을 상대할 수 있는 충분한 힘이 없었기 때문에 한 장군이 다른 장군과 싸우는 작은 전투가 많이 일어났다. 대규모 갈등은 거의 발생하지 않았고, 음모와 척후전이 쓰촨의 정치 현장을 특징지었으며, 일시적인 연합과 반대 연합이 같은 속도로 나타나고 사라졌다.
1930년 5월에 그의 지방은 티베트 군대의 침략을 받았다. 지방이 내부 투쟁에 갇힌 상황에서 시캉에 주둔한 쓰촨군을 지원하기 위한 지원군은 파견되지 않았다. 그 결과 티베트군은 큰 저항 없이 간택과 신룡(잔화)을 점령했다. 협상된 휴전이 실패하자 티베트는 남부 칭하이성 일부를 점령하기 위해 전쟁을 확대했다. 1932년 3월 그들의 군대는 칭하이를 침공했지만 패배했다. 1932년 류원후이는 칭하이군(마군)과 협력하여 여단을 파견하여 간택과 신룡에 있는 티베트군을 공격했고, 결국 티베트군과 진사강 동쪽의 모든 영토를 다시 점령했다.
1932년 중장전쟁 당시 류원후이는 티베트인들을 양쯔강으로 몰아내고 참도를 공격하겠다고 위협까지 했다.
류원후이는 그의 조카 류샹 장군과 경쟁했다. 마침내 류원후이는 1935년 류샹이 류원후이에 대항하여 소규모 군벌의 편을 들었을 때 류샹에 의해 청두에서 축출되었다. 가족이 중개하는 평화가 마련되었고 류원후이는 이웃 시캉 지방을 장악했다.
대장정이 진행되는 동안 공산군과의 전투에서 장개석은 계속해서 류원후이에게 자신의 군대를 공산군에 데려오라고 명령했지만 류원후이는 핑계를 대고 불가침 조약으로 중국 적군의 안전한 통행을 비밀리에 허용했다. 따라서 1934년 샤커우 마을 주변의 교전에는 류의 24로군이 포함되지 않았지만 밍산의 사천 국경 바로 건너편에 주둔한 GMD 부대의 21군이 포함되었다.
1936년 류원후이와 장개석의 관계는 그의 독립 정책으로 인해 더욱 악화되었지만 당시 장개석은 그에게 의미 있는 조치를 취할 만큼 강력하지 않았다.
1939년부터 서강성 지사로서 류원후이는 외딴 지역을 지원하는 데 필요한 인프라를 구축하려고 노력했다. 여기서의 운송은 원시적이었고 말할 산업이 없었다. 1944년에 건설된 수력 발전소와 같은 대규모 프로젝트는 이 지역을 현대 세계로 가져올 것을 약속했다. 류원후이는 또한 시캉의 상황을 개선하기 위한 방법으로 교육을 장려했다.
류원후이는 1940년대 내내 충성의 줄타기를 했다. 그는 자신의 군대가 가능한 한 행동을 적게 하도록 하는 동시에 장개석의 완전한 분노를 불러일으키지 않도록 주의함으로써 국민당 망토를 착용하는 이점을 계속해서 거두었다.
류원후이는 1949년 12월 9일 청두 봉기(청두는 중국 본토에서 공산당의 통제하에 있는 마지막 중요/주요 도시였음) 동안 국민당과의 냉담한 동맹에서 마오쩌둥의 공산주의자 편으로 편을 바꿨다.

## 중화인민공화국
마오쩌둥은 류원후이를 중국 남서부 군사 및 정치위원회에 임명하여 1954년까지 재직했다.
정치적으로 그는 중국 국민당 혁명위원회에 가입하여 중앙위원회 위원이 되었고 1959년부터 1967년까지 임업부 장관을 역임했다.
1976년 6월 24일 류원후이는 베이징에서 사망했다. 당시 81세였다.